# Bischbornerhof
Bischbornerhof ist ein Gemeindeteil der Gemeinde Neuhütten im unterfränkischen Landkreis Main-Spessart in Bayern. Bischbornerhof liegt in der Gemarkung Forst Lohrerstraße.

## Geografie
Der Weiler liegt am Bischbornbach und ist allseits von Wald umgeben. Die Bundesstraße 26 führt nach Rechtenbach (3 km östlich) bzw. Hain im Spessart (10,5 km westlich). Die Kreisstraße MSP 21 führt an Lohrerstraße vorbei nach Neuhütten zur Staatsstraße 2317 (5 km nordwestlich) bzw. nach Lichtenau (3,3 km südlich).

## Geschichte
Mit dem Gemeindeedikt (frühes 19. Jahrhundert) wurde Bischbornerhof der neu gebildeten Ruralgemeinde Neuhütten zugewiesen, der es bis heute angehört.